# San Nicolás, Oaxaca
San Nicolás är en ort i Mexiko.   Den ligger i kommunen Santa María Teopoxco och delstaten Oaxaca, i den sydöstra delen av landet, 270 km sydost om huvudstaden Mexico City. San Nicolás ligger 2 086 meter över havet och antalet invånare är 200.
Terrängen runt San Nicolás är kuperad åt nordost, men åt sydväst är den bergig. Runt San Nicolás är det ganska tätbefolkat, med 144 invånare per kvadratkilometer. Närmaste större samhälle är San Gabriel Casa Blanca, 19,7 km väster om San Nicolás. Omgivningarna runt San Nicolás är en mosaik av jordbruksmark och naturlig växtlighet.